# 講台
講台（英語：Bema）是一种供演说家使用的高台。该词亦可被用于指代圣所中特定的凸起平台。例如在犹太会堂中，礼拜期间用于诵读《妥拉》的講台被称为“ bima”或“bimah”。

## 古希腊

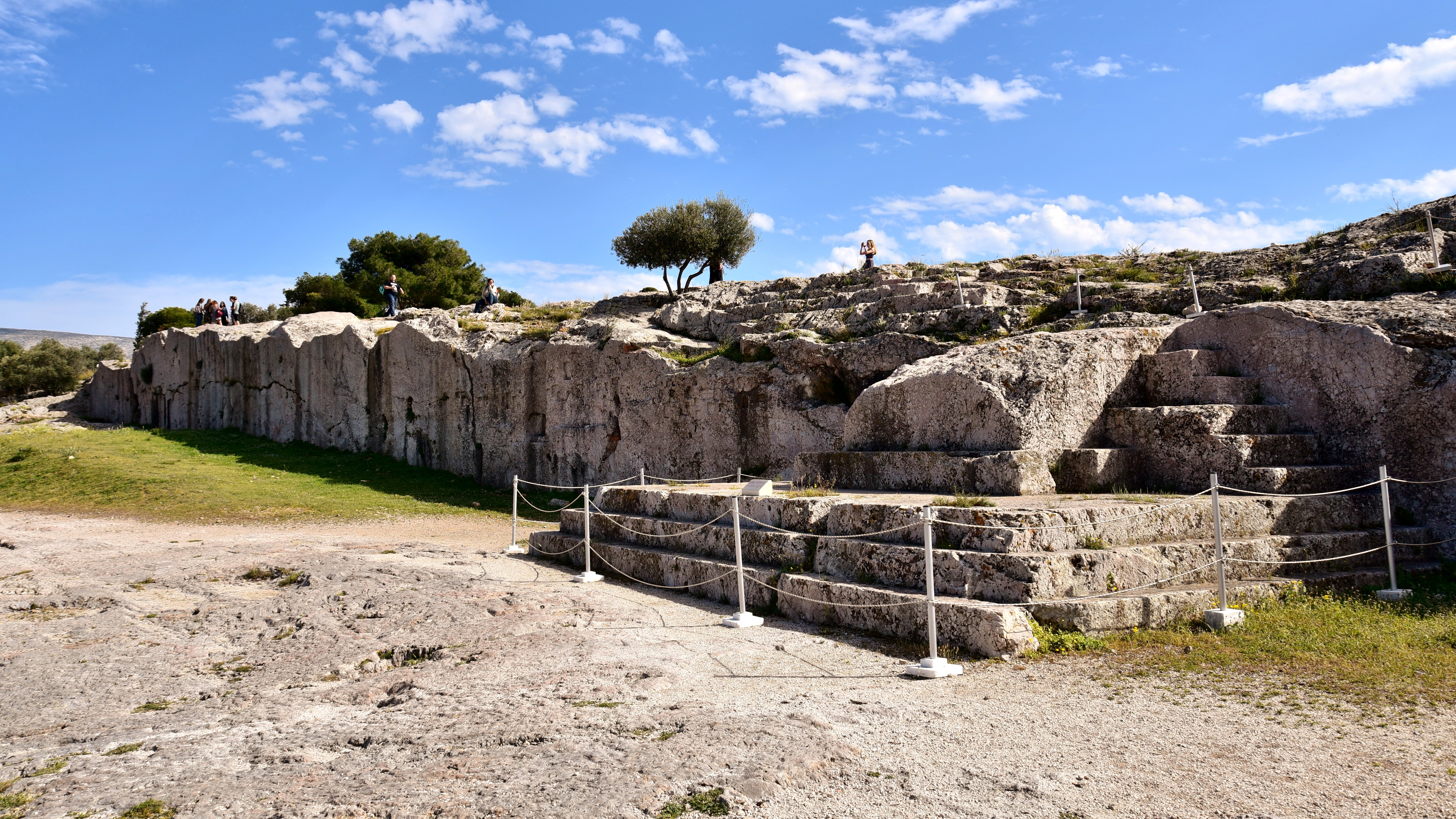
雅典普尼克斯的讲台遗迹

在古希腊语中，“bēma”（βῆμα）一词既有“平台”也有“台阶”的意思，该词源自bainein（βαίνειν，本义为“去”）。讲坛在雅典最初是作为演说家向公民和法庭发表演讲的公堂所使用，例如普尼克斯講台。在古希腊的法庭上，纠纷双方分别在各自的講台上陈述论点。
在转喻中，讲台也是审判之地，即象征法官的上凸座椅之延伸，如《新約聖經》马太福音 27:19和约翰福音 19:13中所述，此外，在使徒行传 25:10中，它是罗马皇帝的座位；在罗马书 14:10中，它是上帝在审判时发言的座位。

## 犹太教

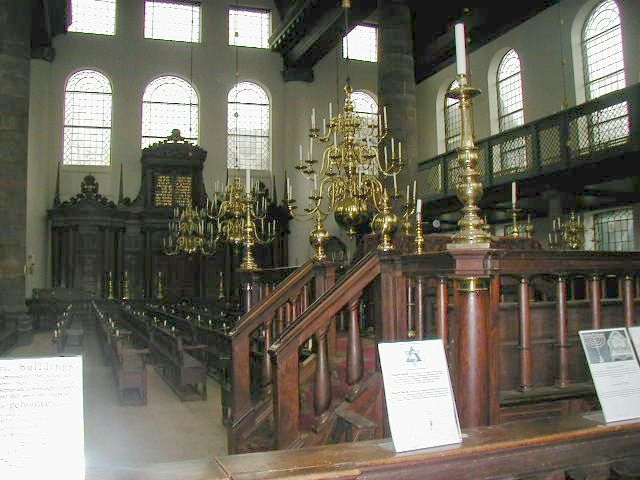
Interior of the Esnoga: the teba is in the foreground, and the Torah ark) in the background.

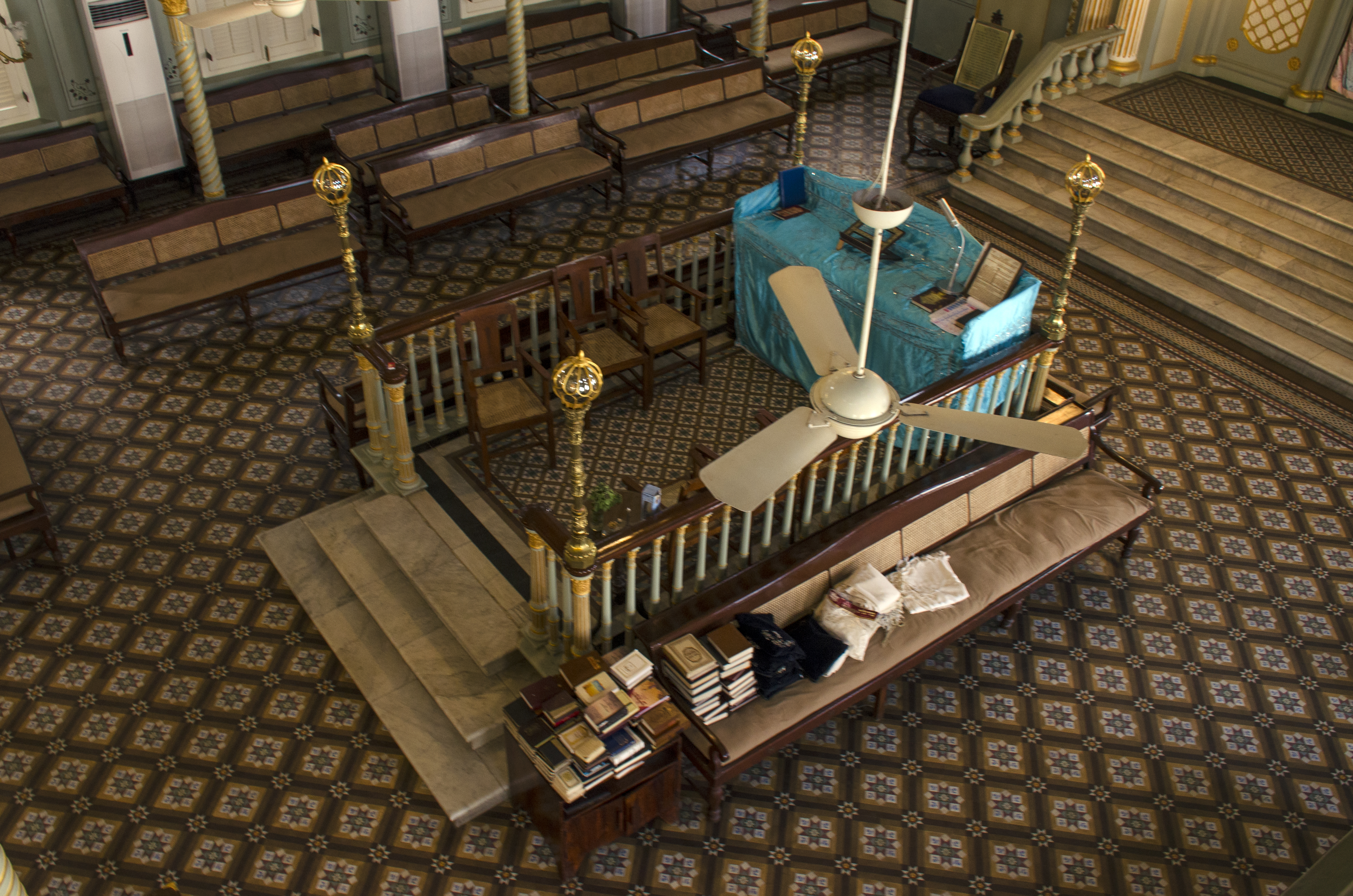
Bema of Knesset Eliyahoo Synagogue, Mumbai, India

## 伊斯兰教
在伊斯兰教中，敏拜爾講台是每个贾玛清真寺的标准陈设。最早的敏拜爾记录可以追溯到公元628年至631年之间。